# Championnat du Zimbabwe de football 2001
Navigation
Saison suivante Saison suivante
La saison 2001 du Championnat du Zimbabwe de football est la trente-neuvième édition de la première division professionnelle au Zimbabwe à poule unique, la National Premier Soccer League. Seize clubs prennent part au championnat qui prend la forme d'une poule unique où toutes les équipes se rencontrent deux fois au cours de la saison. En fin de saison, les trois derniers du classement sont directement relégués et remplacés par les trois meilleures équipes de deuxième division, tandis que le 13e dispute un barrage de promotion-relégation.
C'est le club des Highlanders FC, double tenant du titre, qui termine à nouveau en tête du classement final, avec trois points d'avance sur l'AmaZulu FC et onze sur le Shabanie Mine, club promu de Division One. C'est le 5e titre de champion du Zimbabwe de l'histoire du club, qui réussit même le doublé en s'imposant en finale de la Coupe du Zimbabwe, face à Shabanie Mine.

## Les clubs participants
| - Motor Action FC - CAPS United - Black Rhinos - Eiffel Flats FC - Masvingo United - Lancashire Steel FC - Wankie FC - Highlanders FC | - Dynamos FC Harare - AmaZulu FC - Chapungu United FC - Zimbabwe Saints - Shabanie Mine - Promu de Division II - United Railstars Gwanda - Circle United - Promu de Division II - Buffaloes FC |

## Compétition
Le barème de points servant à établir le classement se décompose ainsi :
- Victoire : 3 points
- Match nul : 1 point
- Défaite : 0 point

### Classement
| Rang | Équipe                  | Pts | J  | G  | N | P  | Bp | Bc | Diff |
| ---- | ----------------------- | --- | -- | -- | - | -- | -- | -- | ---- |
| 1    | Highlanders FC T C      | 62  | 30 | 18 | 8 | 4  | 45 | 17 | +28  |
| 2    | AmaZulu FC              | 59  | 30 | 18 | 5 | 7  | 53 | 27 | +26  |
| 3    | Shabanie Mine FC P      | 51  | 30 | 14 | 9 | 7  | 48 | 35 | +13  |
| 4    | Dynamos FC Harare       | 50  | 30 | 14 | 8 | 8  | 44 | 33 | +11  |
| 5    | Masvingo United         | 50  | 30 | 15 | 5 | 10 | 43 | 42 | +1   |
| 6    | Black Rhinos            | 49  | 30 | 15 | 4 | 11 | 37 | 23 | +14  |
| 7    | CAPS United             | 49  | 30 | 15 | 4 | 11 | 40 | 29 | +11  |
| 8    | Motor Action FC         | 46  | 30 | 13 | 7 | 10 | 37 | 37 | 0    |
| 9    | Lancashire Steel FC     | 44  | 30 | 12 | 8 | 10 | 38 | 39 | -1   |
| 10   | United Railstars Gwanda | 38  | 30 | 10 | 8 | 12 | 42 | 44 | -2   |
| 11   | Wankie FC               | 38  | 30 | 11 | 5 | 14 | 38 | 41 | -3   |
| 12   | Chapungu United FC      | 37  | 30 | 10 | 7 | 13 | 45 | 52 | -7   |
| 13   | Zimbabwe Saints         | 34  | 30 | 9  | 7 | 14 | 25 | 38 | -13  |
| 14   | Buffaloes FC            | 27  | 30 | 7  | 6 | 17 | 30 | 49 | -19  |
| 15   | Eiffel Flats FC         | 21  | 30 | 7  | 3 | 20 | 25 | 47 | -22  |
| 16   | Circle United P         | 14  | 30 | 4  | 2 | 24 | 24 | 62 | -38  |

|  | Qualification pour la Ligue des champions 2002                                      |
|  | Qualification pour la Coupe des Coupes 2002                                         |
|  | Participation au barrage de promotion-relégation                                    |
|  | Relégation en deuxième division                                                     |
|  | T : Tenant du titre C : Vainqueur de la Coupe du Zimbabwe P : Promu de Division One |

### Matchs

#### Barrage de promotion-relégation
Quatre équipes participent au barrage de promotion-relégation : le 13e de Premier Soccer League, ainsi que les clubs arrivés 2e des trois poules régionales de Division One. Les résultats ne sont pas connus, mais on sait que les Zimbabwe Saints sont parvenus à se maintenir.

## Bilan de la saison
| Championnat du Zimbabwe de football 2001 |                                                  |
| Champion                                 | Highlanders FC (5e titre)                        |
| Coupes et trophées                       |                                                  |
| Vainqueur de la Coupe du Zimbabwe 2001   | Highlanders FC                                   |
| Qualifications continentales             |                                                  |
| Ligue des champions 2002                 | Highlanders FC                                   |
| Coupe des Coupes 2002                    | Shabanie Mine                                    |
| Coupe de la CAF 2002                     | Aucun                                            |
| Promotions et relégations                |                                                  |
| Promus en National Premier Soccer League | Chrome Stars FC Lulu Rovers FC Sporting Lions FC |
| Relégués en Division One                 | Buffaloes FC Eiffel Flats FC Circle United       |